# Pim Mulierstadion
Het Pim Mulierstadion, soms ook wel geschreven als Pim Mulier Stadion is een honkbalstadion in de Noord-Hollandse stad Haarlem. Het stadion is gesitueerd op het Pim Mulier Sportpark dat aan de Pim Mulierlaan en ten westen van de Delftlaan (N208) in stadsdeel Haarlem-Noord ligt. Het stadion, sportpark en laan zijn vernoemd naar sportpionier Pim Mulier.
In het stadion wordt om de twee jaar de Haarlemse Honkbalweek georganiseerd. Tot 1994 was het stadion de thuishaven van de Haarlem Nicols. Hierna is het de thuisbasis van Kinheim geworden. Het in de eerste spelende herenhonkbalteam (Corendon Kinheim) komt uit in de Honkbal hoofdklasse.

## Geschiedenis
Met de bouw van het stadion werd aangevangen op 25 februari 1963. Het stadion werd geopend op 29 juni 1963. Het stadion beschikte destijds over de eerste vaste honkbaltribune. Deze tribune is zo’n 110 meter lang en werd voor 5 km aan hout voor rugleuningen en zittingen gebruikt.
In het Pim Mulierstadion is sinds 1983 het Nederlands Honkbal en Softbal Museum gevestigd.
Vanaf 1994 is het stadion niet langer de thuishaven van de Haarlem Nicols.
In 2008-'09 is het stadion gerenoveerd en onderdeel geworden van het Stadion Center dat naast het stadion ook de naastgelegen Provincie Noord-Hollandhal omvat.
Tijdens het Europees kampioenschap honkbal 2012 was het Pim Mulierstadion een van de speelstadions.

## Inrichting
Het stadion en zijn velden worden verlicht door middel van acht lichtmasten, waarvan twee lichtmasten van 35 meter en zes  van 20 meter. Deze lichtmasten zijn in totaal uitgerust met 156 lampen van elk 1.000 watt. Daarmee wordt het hoofdveld/binnenveld voorzien van 150 lux aan licht in het binnenveld. Het buitenveld wordt voorzien van 100 lux aan licht.

## Varia
- Ter ere van het gereedkomen van het stadion is in 1967 bij de entree tot het sportpark, ter hoogte ter hoogte van de Stuyvesantbrug over De Delft het standbeeld De Honkbalspeler geplaatst.
- Bij de bouw van het stadion zijn 422 heipalen geheid, zijn 1540 betonelementen en 15.000 bouten gebruikt.